# 反對逃犯條例修訂草案運動中香港警察對傳媒記者的濫權及暴力

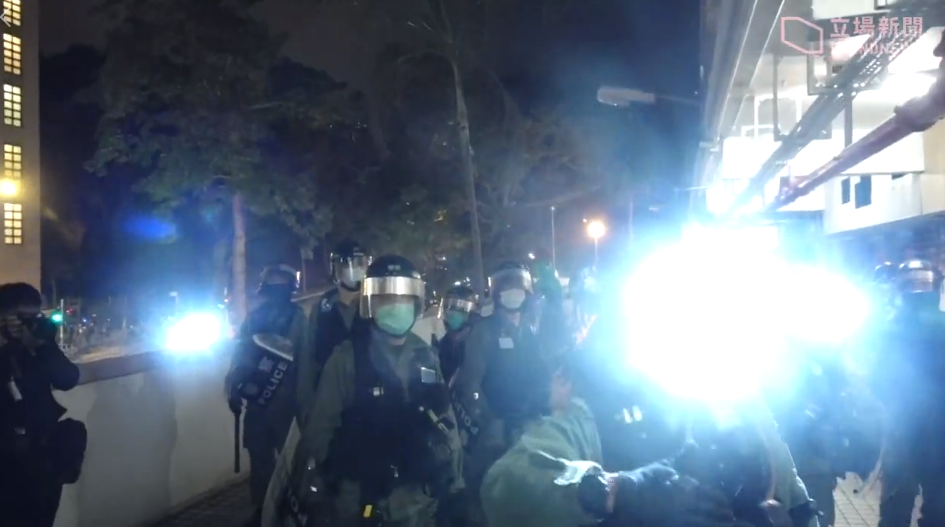
香港警察用強力閃光及射燈妨礙記者採訪及拍攝。

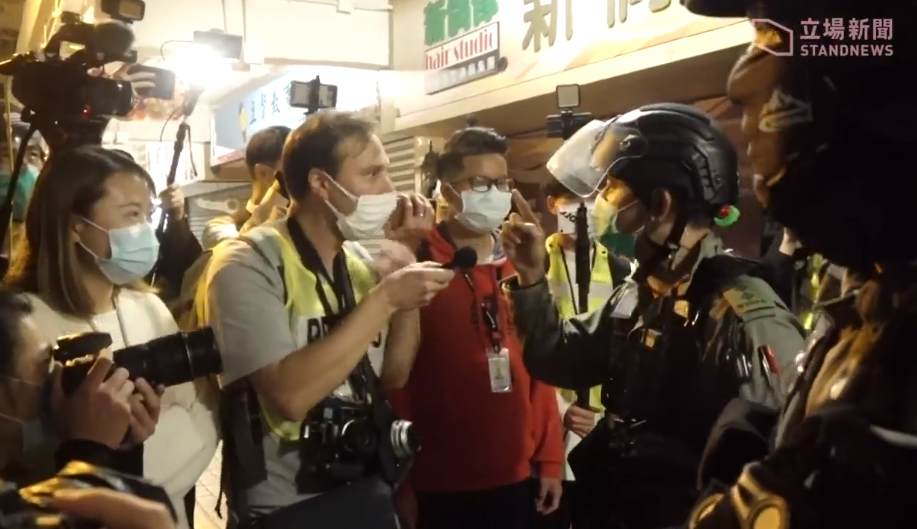
警方多次妨礙記者採訪，記者向警方交涉，警員則謾罵記者。

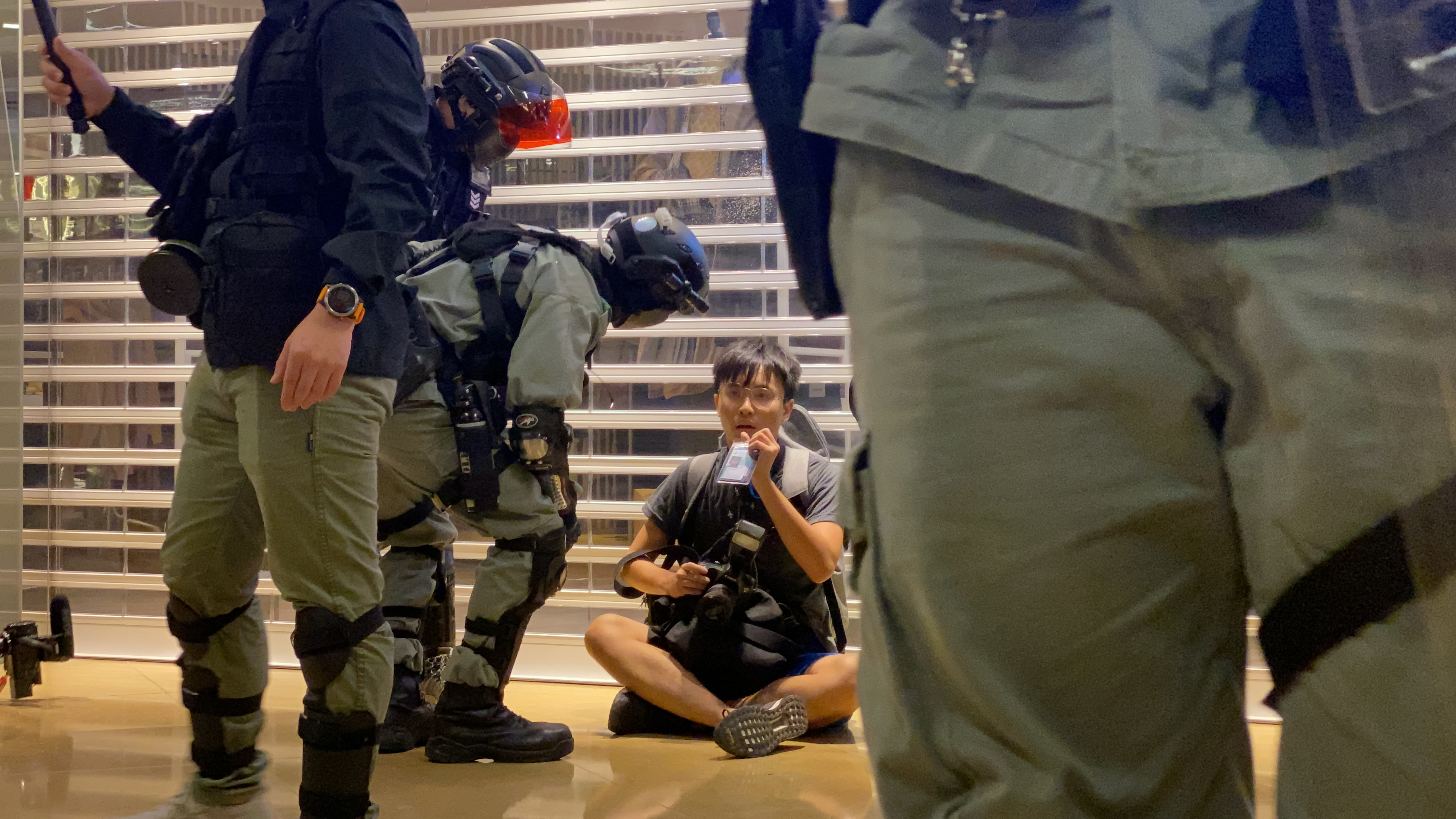
香港浸會大學編委記者鄧澤旻在太古城中心採訪太古城襲擊事件期間被防暴警察制服及拘捕。

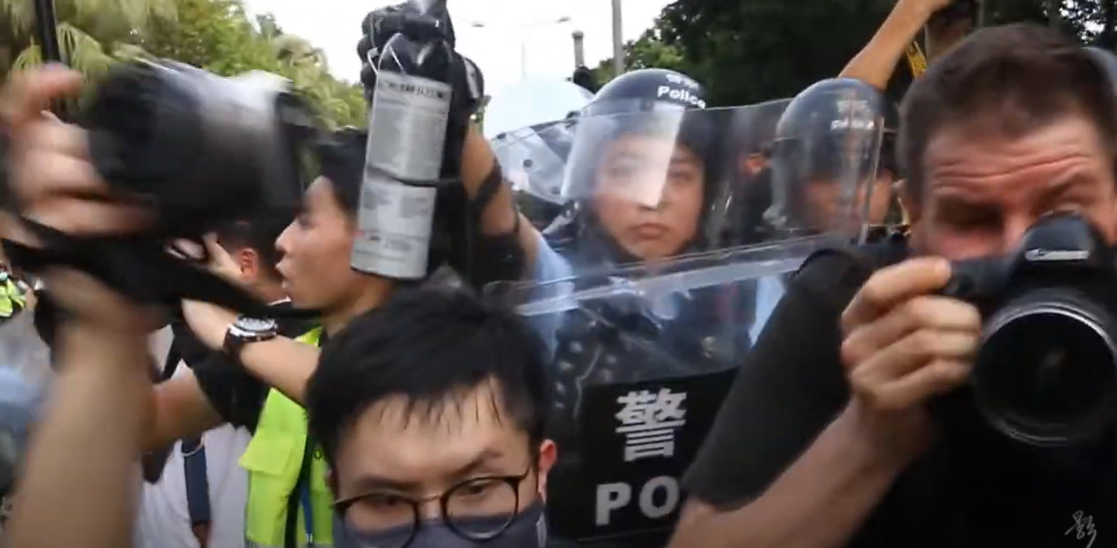
2019年「光復上水」遊行中，警方多次向記者近距離噴射胡椒噴霧，嘗試妨礙傳媒拍攝

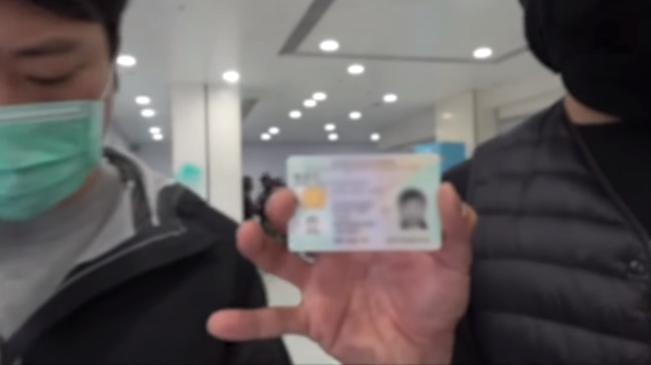
《立場新聞》一名記者於2019年12月26日在大埔超級城採訪警方拘捕行動期間，遭蒙面便衣警員要求出示身份證，但警察故意將他的身份證在直播鏡頭前展示大約40秒。

反對逃犯條例修訂草案運動中香港警察對傳媒記者的濫權及暴力，是香港自2019年因特區政府推行2019年逃犯及刑事事宜相互法律協助法例（修訂）條例草案引發反對逃犯條例修訂草案運動以來，香港警察一連串針對傳媒記者的濫權及暴力行為，包括用粗口辱罵記者、強力閃光阻礙拍攝、故意展示記者個人資料、向記者及鏡頭噴灑胡椒噴霧、推跌記者、用警棍毆打記者、用防暴盾推撞記者、拘捕記者、從背後發射海綿彈，亦有質疑指警方發射橡膠子彈射爆記者眼球致其失明，警方的行為被指侵害記者正常採訪的權利，危害新聞自由與公眾知情權。

## 警察濫權行為

### 向記者開槍射擊
2019年6月12日香港佔領行動，在金鐘夏慤道，香港警隊俗稱速龍的特別戰術小隊成員，向身穿反光衣的記者背後發射催淚彈，一位法國記者目擊事件經過，當場高聲質問持槍的警員「It's still Hong Kong, not China, not yet！」（這裡仍是香港，不是在中國大陸！）。
2019年9月29日全球反極權大遊行，印尼女記者維比·英達身穿反光衣及展示記者身份進行採訪期間，被防暴警察發射橡膠子彈擊中右眼，她的右眼最終永久失明。Veby要求警方交代開槍的警員身份，但警方卻遲遲未有回覆。警察公共關係科高級警司江永祥表示不認同警方是拖延回覆，也不存在包庇。Veby於12月入稟香港高等法院，透過仲裁要求警方披露涉事的警員身份，以便作出追究。
2019年11月15日香港三罷行動，防暴警察向《商業電台》記者背後距離約3米開槍發射海綿彈，商業電台記者的背包被射穿，海綿彈留在背包內。警方在記者會回應查詢時稱有關警員正在休假。

### 向記者投擲或發射催淚彈
2019年8月6日，采風記者在深水埗採訪期間遭催淚彈擊中頭部暈倒，眼角及額頭滿佈鮮血，上半身一度未能動彈。
2019年9月8日香港人權與民主祈禱會，一名記者於銅鑼灣站外，在附近並無示威者的情況下，遭防暴警察向他擲催淚彈，催淚彈當場在這名記者的頭頂爆開。警方回應稱當時警員向記者投擲催淚彈，是因為要製造安全距離。
2019年10月20日晚上，警方在旺角清場後，向在場記者投擲催淚彈，催淚彈在多名記者頭頂上空爆開。防暴警隨即登上警車。
2019年10月21日，有線新聞記者在元朗大馬路採訪期間遭催淚彈擊中。
2019年11月9日，香港電台攝影記者於將軍澳採訪期間被催淚彈擊中手指及胸口。
2019年11月10日，時任Now新聞台記者梁思齊於荃灣採訪期間遭催淚彈擊中左手臂受傷。
2019年11月11日，無綫新聞記者在中環採訪期間被催淚彈擊中並燒傷手腕。
2019年11月13日，理工大學學生記者在天水圍拍攝時被催淚彈擊中手指受傷，翻查事發片段時發現防暴警察當時是有意瞄準記者直射。TMHK記者亦疑遭警員瞄準發射催淚彈，右手手背遭催淚彈擊中，呈現瘀痕及流血。
2019年12月15日旺角砵蘭街，一群急救員及正在採訪的記者被警察使用催淚彈射擊，其中一名香港浸會大學學生記者遭警察發射催淚彈擊中右眼位置，眼罩損毀，顴骨近眼角受傷及流血，浸會大學學生會臨時編委會譴責警方故意攻擊記者。警察公共關係科高級警司江永祥在記者會回應稱因為有示威者走近傳媒，所以警察才向記者的位置發射催淚彈，又稱警察攻擊的位置難免有其他人在場。

### 水炮車攻擊記者
2019年10月20日，數名記者在深水埗的路旁採訪拍攝期間，水炮車兩度瞄準他們的身體直接噴射水柱，記者被射中，全身染上藍色。
2019年11月17日，理工大學有示威者與防暴警察對峙，下午警方出動水炮車及裝甲車，《癲狗日報》攝影記者李亨利在採訪時被水炮射中，頭部及腰部受傷，倒地後出現休克，須由在場人士急救及送往醫院，檢查後證實後腦發生骨折，並有腦部出血情況，須接受手術抽出顱內的瘀血。《癲狗日報》總編輯梁錦祥發表聲明指該名姓李的記者當時已經身穿保護裝備，但仍然被警方水炮造成嚴重傷害，他的隨身攝影器材亦盡毀，聲明中強烈譴責殘害新聞自由及傷害記者人身安全的行為，將保留追究法律責任及要求賠償。
2020年香港元旦大遊行被警方清場，警方水炮車在灣仔兩次向一群在現場採訪的記者發射水炮，《蘋果日報》一名記者跌倒，另一名攝影記者被擊中，壹傳媒工會譴責警方蓄意攻擊記者。警方回應稱十分重視及尊重傳媒採訪的自由和權利，記者可向投訴警察課投訴。

### 盾牌襲擊記者
2019年7月28日，一群記者在葵涌警署外採訪時，遭警察襲擊，當時《蘋果日報》一名記者已經展示記者身份及後退，一個防暴警察卻用盾牌施襲，第二次襲擊時更是從兩米外突然衝前，並使用盾牌向記者的頭部揮打。
2020年香港元旦大遊行被警方清場，《壹週刊》一名記者在銅鑼灣，先被一個蒙面防暴警察使用長盾襲擊，導致左腳流血，及後被多名警察包圍並搶去口罩及電話，又被警員用腳踢傷小腿。香港記者協會強烈譴責警方針對新聞工作者的阻礙、干擾及暴力行為。

### 胡椒噴劑攻擊記者

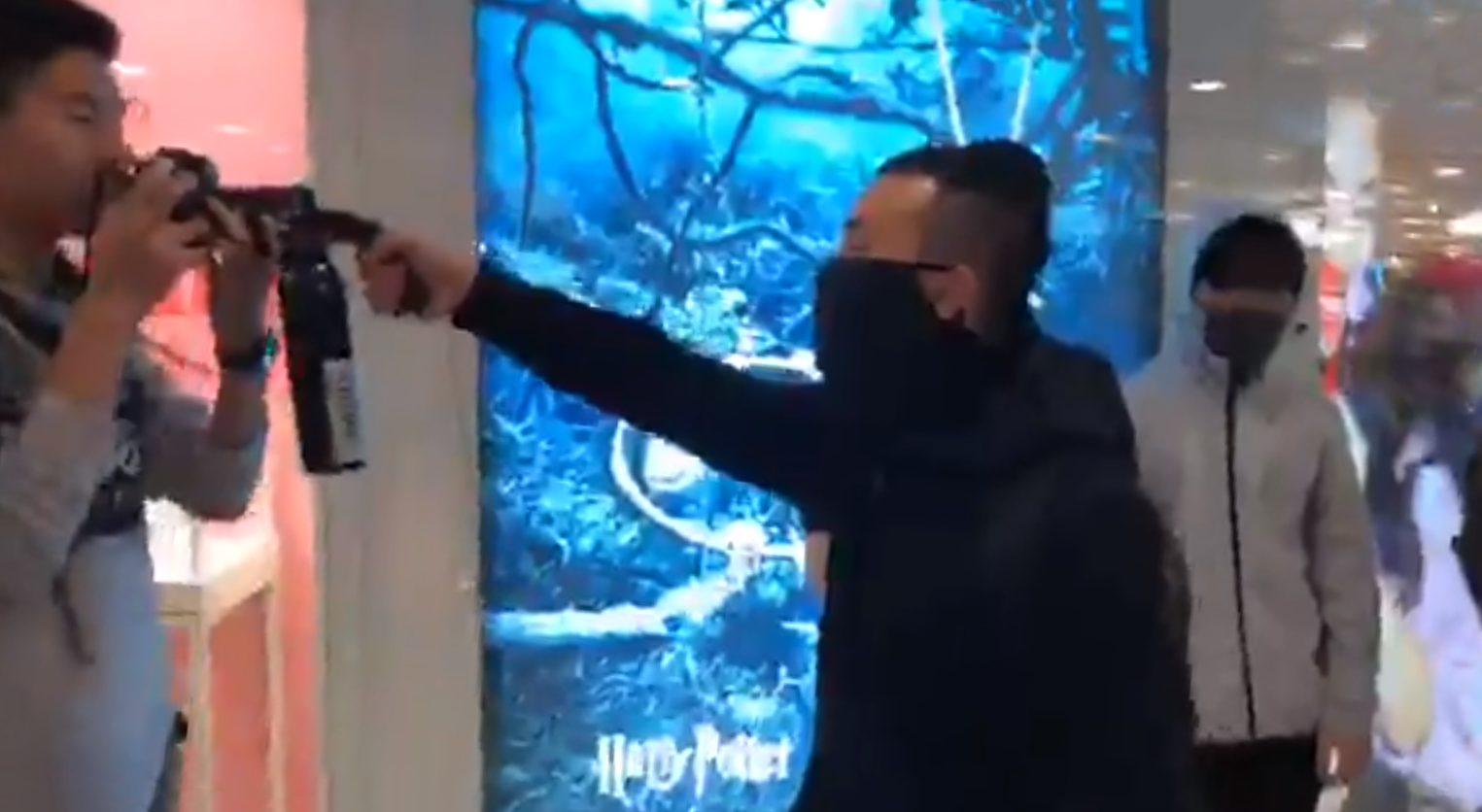
2019年12月28日九龍灣「和你 Shop」，便衣警員持胡椒噴劑對攝影記者的鏡頭

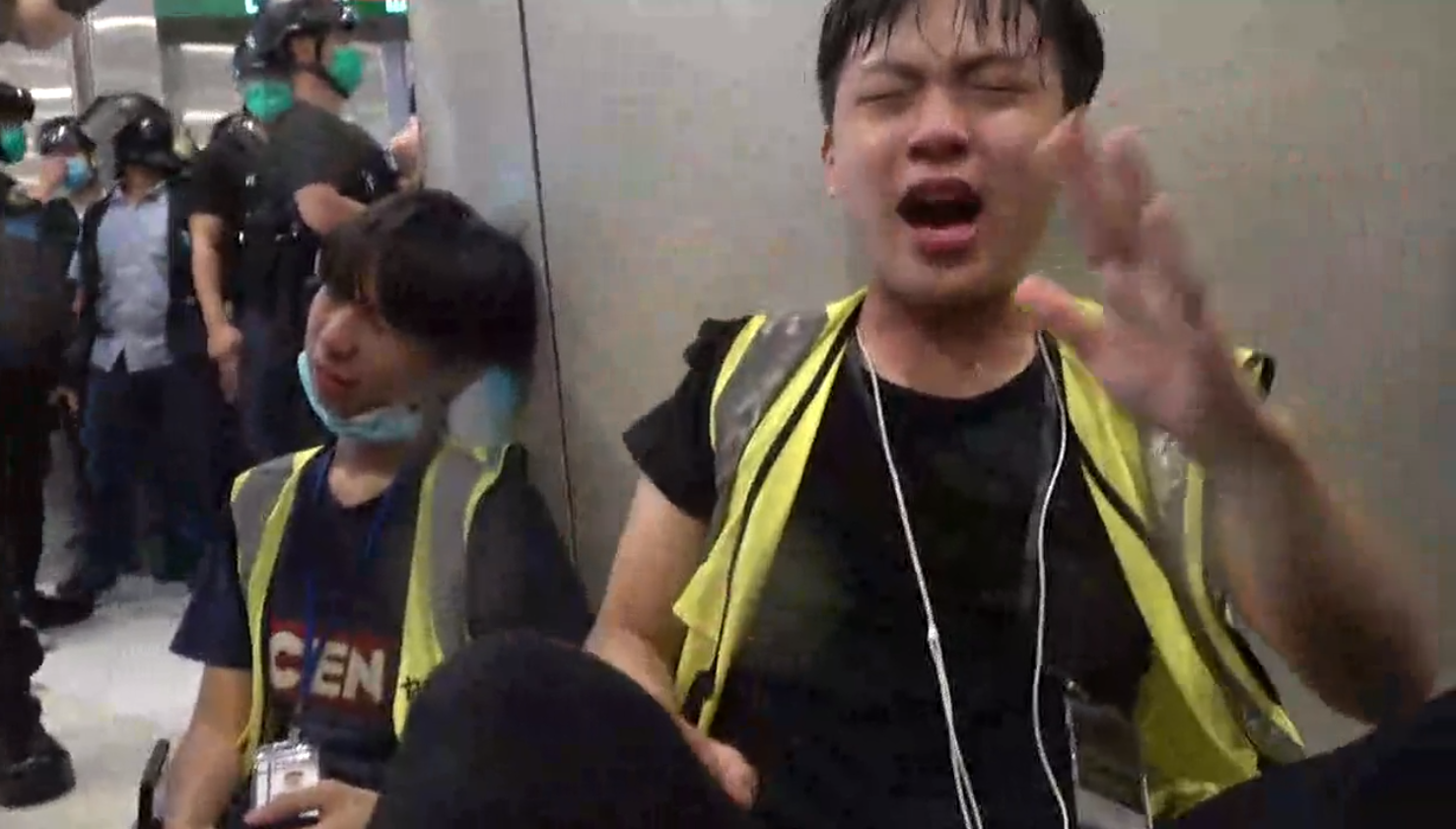
2020年5月8日有市民在國際金融中心商場發起「中環和你Sing」，在場採訪的記者遭警方噴射胡椒噴劑

2019年6月12日，一名身穿白色警察制服的警員，手持胡椒噴劑狂奔向一群記者上方，然後一手擋在面前，一手向下方的記者狂噴胡椒噴劑，再衝回警方防線。
2019年7月28日，一群記者在葵涌警署外採訪時，遭警察不斷噴射胡椒噴劑，《NOW新聞》一名記者眼睛被胡椒噴劑噴中，需要到醫院治療。一名在場採訪的韓國記者，雖已表明記者身份，但仍被警察噴射胡椒噴劑，韓國記者批評香港警方，他稱「韓國警察20年前都已經不會這樣對記者。」
2019年9月7日晚上，在旺角始創中心外，全無示威者的情況下，防暴警察兩次向記者噴射胡椒噴劑，當時在場採訪的記者都有出示記者證，並戴上印有PRESS字樣的頭盔以供識別是記者，《法新社》、《明報》、《有線新聞》及《香港01》的記者都被胡椒噴劑直接射中。
2019年9月29日，《立場新聞》拍得一個防暴警察面帶笑容及近距離向一名《端傳媒》攝影記者噴胡椒噴劑。警察公共關係科高級警司江永祥回應稱他估計該警員當時應不是笑。
2019年11月1日，一名身穿有《香港電台》標誌反光衣的記者，在中環蘭桂坊附近採訪期間被警察使用盾牌推撞及用電筒照射，當記者查詢警員編號時，警察兩度以胡椒噴劑正面噴射，記者需要送院治理。
2019年11月3日網民發起「七區行街反警暴」活動，防暴警察在太古城中心向記者噴射胡椒噴劑，導致多名記者不適。
2020年1月19日在旺角西洋菜南街清場期間，防暴警察突然向在場記者噴射胡椒噴劑，包括《有線新聞》、《香港電台》、《立場新聞》、《癲狗日報》等多名記者被噴中。《香港電台》其後要求警方解釋，警方僅回應稱一直尊重新聞自由和傳媒採訪的權利及可向投訴警察課投訴。

### 使用強力閃光妨礙採訪

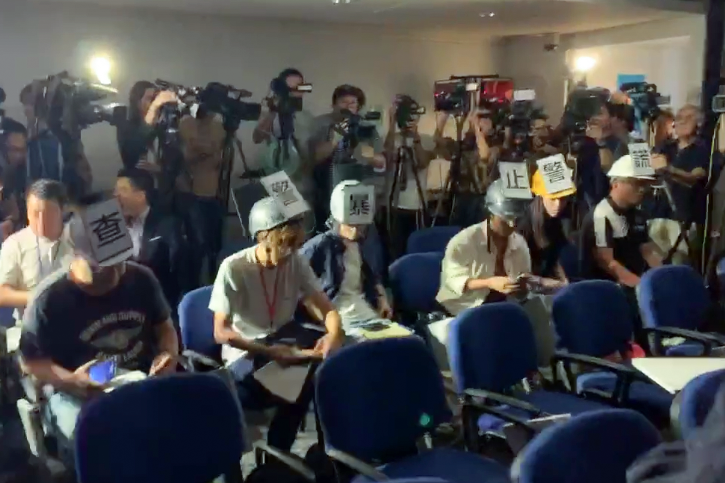
在2019年11月4日的警方記者會上，來自不同媒體的多名記者使用安全帽組成「查警暴、止警謊」字樣的標語默坐，警方高層卻召喚警方傳媒聯絡隊人員驅逐組成標語的記者，其他記者稱無需驅趕，警方最終取消記者會，又批評現場的記者。記協及攝影記協發聲明指在場的記者是和平表達意見，並批評警方濫權及暴力對待記者，又拒絕與記者工會會面溝通。

自2019年6月起的多次示威衝突，警方都故意用強光燈照射在場採訪的記者，企圖阻礙拍攝，或者用盾牌遮擋鏡頭，情況極為普遍。
《中大學生報》記者在2019年7月28日德輔道西採訪時，被一個沒有掛上委任證的便衣警員，使用電筒不停照射，其後多個警員也先後用電筒照射鏡頭，並利用閃光阻礙拍攝，有警察更向鏡頭舉起中指。
《香港01》報導在8月4日晚上在黃大仙拍攝到一名記者在附近沒有示威者及沒有衝突的情況下，遭到警員推撞，記者向警員交涉，之後防暴警察持續用強光照射現場多名記者的眼睛和鏡頭，後來才有一名警員致歉。

### 推跌及打記者
2019年7月8日在旺角彌敦道的清場行動，一個警察將一名正在拍攝的《蘋果日報》女記者推跌，並對這名記者喝罵，而這個警察的委任證、名字和警員編號都被掩蓋。而另一名《香港01》記者在採訪時，遭到一個身穿警方黑色背心的便衣女警使用手肘攻擊腹部，記者上前質問女警時，女警立即否認並退入其他警員的防線，該女警同樣沒有展示警員編號，使記者不能對該女警作出投訴。
2020年3月8日將軍澳有悼念科大生周梓樂的活動，《香港有線新聞》女記者採訪期間，防暴警察突然打斜走到記者背後，再用盾牌從後推撞記者，記者頭部著地受傷。警察公共關係科回應稱對事件抱歉，警察是不慎撞倒該名記者，相信不是故意。特首林鄭月娥被傳媒問到此事時，林鄭稱不同意她被指縱容警隊，警方也已解釋並非蓄意撞倒記者。有線新聞發表聲明，不接受警方的解釋，要求警方盡快主動調查事件，交代涉事警員的身份，及公開交代調查結果，聲明指警員當時突然斜走到記者的背後，然後用盾牌推撞記者的背部，使她毫無防備下跌倒受傷。

### 使用警棍攻擊記者
2019年6月12日晚，香港商業電台記者在金鐘正義路採訪期間，遭特別戰術小隊多次揮棍驅趕及推撞，並遭呼喝「記你老母」。
2019年12月16日多處有「和你Christmas Shop」，《癲狗日報》一名攝影記者於深夜11時25分在旺角山東街及砵蘭街交界進行採訪時，雖然已站在行人路上，但突然被一個防暴警察使用胡椒噴劑噴向面部，之後被數個防暴警察包圍及推向牆邊，再被包圍他的防暴警察使用警棍「亂棍毆打」，期間有警察以「警方封鎖線」為由，推開正在拍攝事件經過的記者，該名記者之後被拘捕及帶上車牌VU5347的黑色七人車
，其後他被扣押在旺角警署。《癲狗日報》發表聲明強烈譴責警方「非理性的野蠻行為」。現場有多名記者向警方交涉，問警方在沒有發生衝擊的情況下，為何警方仍胡椒噴劑攻擊記者，但警方卻稱不回應問題。
2019年12月21日，大批傳媒在大埔拍攝候任運頭塘區議員黃兆健被警察制服的期間，《立場新聞》記者先被一個防暴警察用警棍打手，當時現場有記者稱「有警棍打記者隻手」，該警員再上前以警棍連續6次打向《立場新聞》記者手上的攝錄器材，並以警棍指嚇現場的記者，其後該警員退到警隊封鎖線內，之後多個警察向在場的記者噴射胡椒噴劑，多個不同媒體的記者被噴中。

### 拘捕採訪的記者
2019年8月5日晚上，大批示威者包圍深水埗警署，防暴警察從警署出動驅散示威者。警員在基隆街將一名大公報周姓記者制服在地上，旁邊一名紀錄片攝影師頭部懷疑被催淚彈擊中，受傷送上救護車。大公報記者隨後被帶入警署，二十分鐘後獲釋。他稱當時想阻止警員踩到受傷的攝影師，卻被防暴警察以盾牌推撞，結果被指襲警。
2019年9月15日既上，浸會大學「廣播新聞網」學生記者蘇敬華在北角示威現場採訪期間，因藏有一把4吋刀鋒的鈍頭餐刀被拘捕，當時警員不接受解釋是數日前賞月用作切月餅之用。及後警方記者會指該餐刀為「9吋長的利刀」。
2019年10月14日凌晨在旺角警署外，《NOW新聞》一名司機將採訪車駛走時被警方發射的布袋彈擊中頭部，他用手按著受傷處，之後有防暴警察衝來，雖然他有展示記者證，但警察卻以索帶將他的雙手綁起，之後被押往警署，他被扣留在警署期間，遭警員使用警棍打頭，身上至少有9處明顯的傷痕，直至凌晨4時始被送往醫院治療傷勢。X光照片顯示他的右邊面下顎位置有骨裂，須接受手術治療。NOW新聞台發表聲明譴責警方暴力對待記者，要求徹查事件。
2019年10月28日《香港自由新聞》女記者在晚上10時在旺角採訪時，被多個警察包圍，她要求包圍她的警察出示委任證，警方卻以涉嫌阻差辦公及沒有出示身份證明文件將她拘捕。記者協會及攝影記者會發聯合聲明，譴責警方打壓傳媒採訪，記者協會及外國記者協會已被捕的記者提供法律支援。
2019年11月3日太古城襲擊事件，現場有多個傳媒採訪，《立場新聞》一名攝影記者在沒有阻礙警方行動的情況下，有多個防暴警員突然衝前，並將記者強壓在地上拘捕。香港浸會大學學生會編委會的新聞系學生記者鄧澤旻，雖然已展示有效的記者證及記協學生會員證，但被多個防暴警察突然衝前拘捕，並且遭到警員恐嚇。
2019年11月17日理工大學發生衝突，大批記者在現場採訪，警方封鎖校園後，用槍指嚇記者，並要求記者下跪及解鎖手機，警方又拘捕十多名記者。警方不但限制記者進出校園，更要傳媒以「一換一」的方式輪換記者。香港記者協會批評警方的做法嚴重違反基本法中對新聞自由的規定，亦大大削弱傳媒對警方任何行動的監察。
2020年5月8日在中環IFC商場的「和你Lunch」，香港浸會大學學生會編輯委員會一名記者在採訪時先遭到警察搜身，之後被大量警察包圍，並阻擋其他記者拍攝，又向多名記者噴射胡椒噴劑，其後該記者被警方以行為不檢罪名拘捕，被鎖上手銬及帶上警車。

### 蓄意公開記者個人資料
2019年12月26日，《立場新聞》一名記者在大埔超級城採訪期間，被蒙面的便衣警察截停及要求出示身份證，但警員拿到記者的身份證後，卻在直播鏡頭前展示達40秒，做法違反收集資料原則及侵犯記者的個人私隱。記者協會譴責警方違反私隱條例，個人資料私隱公署專員黃繼兒對事件表示關注，認為投訴的表證成立。警察公共關係科總警司郭嘉銓在記者會稱警員或有做得不對的地方，會調查事件。
2020年1月18日，《立場新聞》一名記者在採訪集會時，拍攝在香港高等法院外停泊的警方水炮車及裝甲車期間被截查，期間有十多名防暴警察將記者包圍，並要求記者出示身份證，但警員卻將記者的身份證在鏡頭前展示達1分鐘，之後更有警員搶走記者的攝影器材，導致記者的器材受損。之後他在採訪一名被警方包圍的女子，但期間再被警方截查，並威脅將控告他阻差辦公，而其他警員則以身體阻擋記者鏡頭。個人資料私隱公署專員黃繼兒回應事件，他稱會向警方了解事件。法政匯思召集人兼大律師吳宗鑾表示，警方的做法是阻礙記者進行正常採訪、用身份證遮擋鏡頭是侵犯記者的私隱，並指涉事警員的行為挑釁、惡劣，屬於失職的表現，他又質疑警員沒有拘捕記者，但搶走記者的手機，這和搶劫沒有分別。

### 喝令記者下跪及濫用暴力

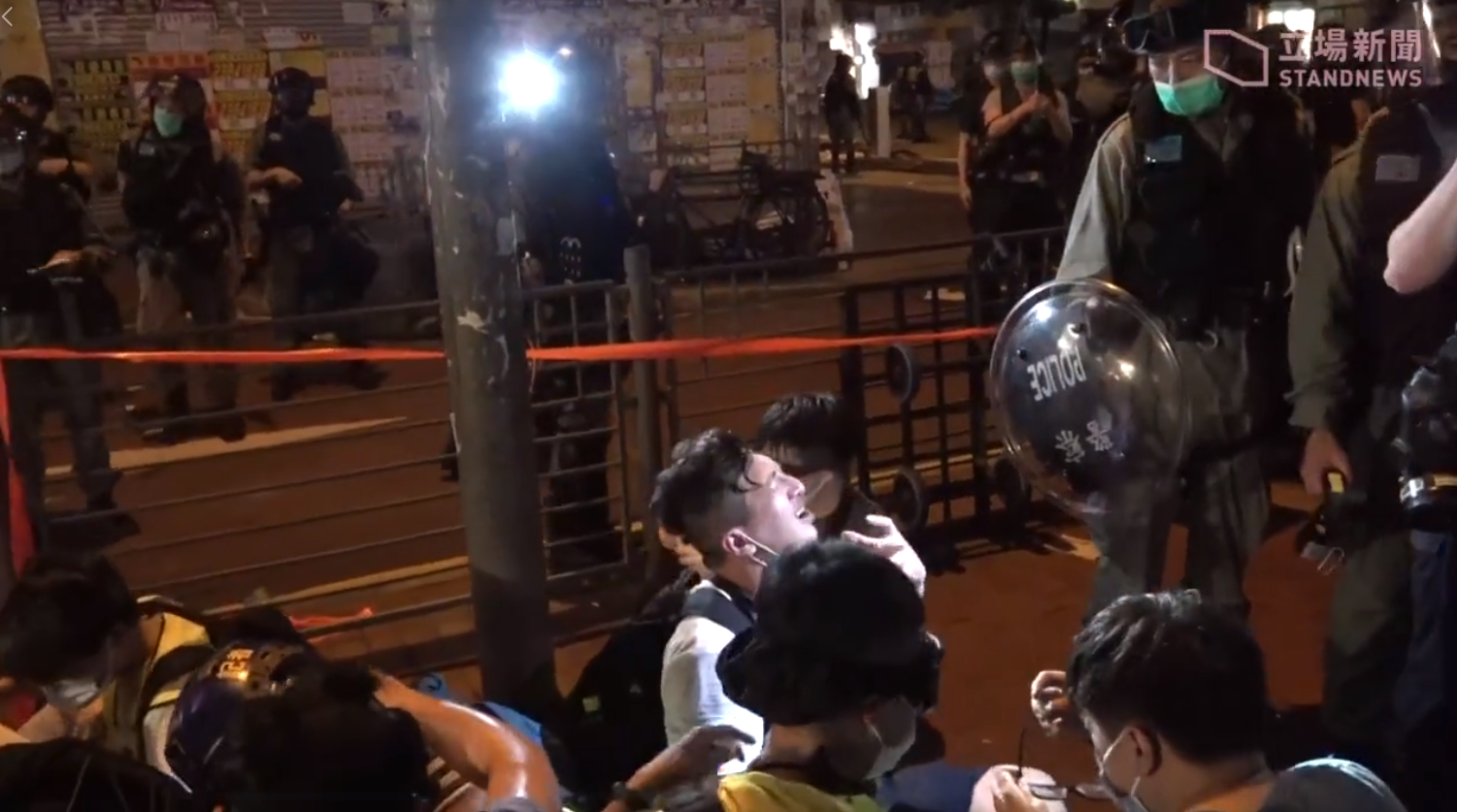
2020年5月10日晚上，警方向多名被包圍的記者噴射大量胡椒噴劑，多名記者被噴中；警員逼令在場神情痛苦的記者跪於地上。

2020年5月10日各區商場都有舉行合唱反修例歌曲的活動，到晚上近11時，多個傳媒的記者在旺角採訪期間，在山東街與西洋菜南街交界被警方包圍及噴射大量胡椒噴劑，防暴警察逼令現場數十名記者下跪，又喝令記者立即關機停止拍攝，期間《蘋果日報》一名攝影記者遭警員箍頸一度休克，而被包圍的數十名記者雖然已經下跪，但防暴警察仍繼續向記者噴射大量胡椒噴劑，又不准記者將面部和身上的胡椒噴劑抹去，期間有女子哭起來，警員反呼喝「喊得凄厲啲（哭凄厲點）！」之後警方的傳媒聯絡隊到場，警方指令記者要在警察傳媒聯絡隊的攝錄機鏡頭前大聲讀出自己的姓名、身份證號碼及展示記者證，才獲准離開。

### 標籤記者身份
2020年7月21日元朗襲擊事件一週年抗議中，大批防暴警察在YOHO MALL商場和雞地一帶驅散。期間警方更多次包圍和截查身穿反光衣的記者，並以不受薪非工作、沒持有香港記者協會證件和商業登記證明為由，向多名網媒和學生媒體的記者發出違反限聚令告票。記協指目前法例無規定新聞工作者必須符合特定條件才承認為「記者」，指警方無權自行對『記者』的身份作出定義及進行篩選。要求警方停止濫用公權力，和阻礙記者採訪。記協主席楊健興指警方自行定義「誰是記者」，是毫無法律基礎。認為不應該只憑身上的證件、衣着或裝備來判斷。浸大新聞系高級講師呂秉權認為，警方行動是違背新聞自由的原則，明顯打壓新聞自由。
2020年8月11日香港和你Sing示威抗議中，警員以記者沒有持香港記者協會會員證、並非受薪記者、非傳媒名單上的記者或非政府新聞處認可媒體為由，在沙田和旺角截查大批記者。有網媒記者請求同事查證後獲得放行。其中旺角至少有14名網媒記者涉違反限聚令票控。香港記者協會發聲明，強烈譴責警方濫用武力，並對警方濫發告票阻礙採訪表示不滿。

## 記者抗議及官方回應
2019年6月13日，多名記者在警方記者會上戴上頭盔等裝備抗議遭阻撓採訪，時任警務處處長盧偉聰在會上稱「對記者是最客氣、最有禮貌」，呼籲傳媒體諒，又稱將設立32人的傳媒聯絡隊，顯示警方有心處理好與傳媒的關係。同年6月18日，行政長官林鄭月娥被問如何看警察喝罵記者「記你老母」，回應記者說「要投訴就作出投訴，投訴處理完再說」。
2019年7月14日，七個傳媒工會組織聯合發起「停止警暴 捍衛新聞自由」靜默遊行，香港記者協會稱，超過1500名現職及前新聞工作者參與遊行，香港警方則表示，最高峰時有1100人。
2019年8月6日，警察記者會開始前，全場記者以筆桿敲頭盔，對警方近日使用的暴力表達不滿。香港記者協會代表隨後讀出宣言，強烈譴責警方濫用武力，帶走記者，阻礙採訪，並要求警方謹守尊業精神，維護新聞自由，尊重記者採訪權利。警察公共關係科總警司謝振中稱不介意為淚煙彈打中記者和押走大公報記者兩宗事件致歉。
2019年9月9日，警方例行記者會的記者穿戴防護裝備，並在記者會開始前，由記協代表宣讀聯合聲明，譴責警方濫用武力，惡意針對記者阻礙採訪，籲警方正視前線警員情緒失控以及濫權問題。警察公共關係科總警司謝振中回應稱警察向記者噴射胡椒噴劑是要製造安全距離。香港電台節目製作人員工會譴責警方不止一次向《香港電台》記者噴射胡椒噴劑。
2019年9月16日，浸大一群學生在校園內發起遊行，要求校方支援被捕學生和譴責警察涉濫權濫捕及打壓新聞自由。有組織罪案及三合會調查科高級警司李桂華表示，被捕的學生記者當時與示威者徘徊，警員認為他與一般採訪工作的記者不同，或與他們一伙，所以盤問他。
2019年9月18日，外國記者會發起默站，抗議警方不斷限制採訪，又對記者使用暴力。
2019年10月21日，記協嚴厲譴責警方針對性向記者發射水炮、惡言相向、拉扯驅趕、擎槍指向記者、刻意用手擲式催淚彈擲向記者群、無理阻撓傳媒採訪，要求所有警員立即停止干擾及傷害記者，並向傳媒鄭重道歉。
2020年3月，行政長官林鄭月娥稱過去半年出現不少暴亂場面，警方需要驅散群眾，記者應遵照現場警察指示，以確保自身安全，她歡迎記者協會與政府或警隊直接溝通。
2020年4月，警務處處長鄧炳強稱警方尊重新聞自由，但警方與傳媒的工作有結構性的不同，明白傳媒有責任去到最近的地方採訪，但警方要遏止暴力及防止有人在傳媒後方襲警，認為雙方各施其職互相尊重。
2020年5月12日，香港記者協會、攝影記者協會、新聞工作者聯會及新聞行政人員協會等8個傳媒工會聯合發出公開信，要求與警務處處長鄧炳強會面，討論有關警察喝令記者下跪事件。立法會議員鄺俊宇在區議會質詢警方對傳媒濫用暴力，警務處處長鄧炳強回應稱警方在週日於旺角對待記者有幾個場景不理想，要更專業。